# Linda Stark (Sängerin)
Linda Stark (* 25. Januar 1988 in Ostfildern) ist eine deutsche Sängerin und Songwriterin für Popmusik.

## Leben
Stark wurde im Ostfilderner Stadtteil Ruit geboren. Nach einer Ausbildung zur Musicaldarstellerin arbeitete sie in Bühnenproduktionen, bevor sie Popmusik machte.
Nachdem sie zehn Jahre keine Songs geschrieben hatte, begann sie im Oktober 2014, mit Produzenten zusammenzuarbeiten. Im März 2015 veröffentlichte sie ihren ersten Song. Der Titel Dance kam auf das Album Walk of My Life der japanischen Pop-Musikerin Kumi Kōda, welches in Japan auf Platz 1 chartete. Es folgten weitere Veröffentlichungen im deutschen Markt. 2018 wurde Stark für einen Betrag zu Eloy De Jongs Nummer 1 Album Kopf aus – Herz an zum ersten Mal mit Gold, 2019 mit Platin ausgezeichnet.
Linda Stark schreibt hauptsächlich Toplines und Lyrics, komponiert aber auch komplette Songs, wie zum Beispiel für die deutsche Schlagersängerin Sarah Schiffer, die nach der Pro7-Show Keep Your Light Shining ihre Solokarriere begann und einen Song von Stark mit auf ihr Debütalbum nahm.
Seit 2018 ist Stark mit ihrem Musikprojekt „LiLA“ in der Deutschpop-Szene aktiv. 2020 veröffentlichte sie ihr Debütalbum Lieberlila.
Seit 2018 ist Stark feste Backgroundsängerin bei Leslie Clio.
Stark lebt in Berlin und engagiert sich im Leitungsteam von Verso der Vereinigung für Songwriter im Deutschen Komponist:innenverband.

## Veröffentlichungen
| Jahr    | Titel             | Art        | Interpret                  | Autor                                                             |
| ------- | ----------------- | ---------- | -------------------------- | ----------------------------------------------------------------- |
| 03/2015 | Interlude Dance   | Albumtrack | Kumi Koda                  | Linda Stark, LO                                                   |
| 03/2016 | Im Schlagerhimmel | Albumtrack | Eule findet den Beat 2     | Linda Stark, Lukas Nimschek                                       |
| 08/2016 | Seelenräuber      | Single     | Biest                      | Linda Stark, Matthias Heising, Jennifer Sanusi, Alexander Langner |
| 01/2017 | Nur Mit Dir       | Albumtrack | Sarah Schiffer             | Linda Stark                                                       |
| 05/2017 | My Monsters       | Single     | Beasts 'n' Stars           | Linda Stark, Torsten Urbanski, Oliver Flöte                       |
| 05/2017 | Bis ans Ende      | Sampler    | Universal Production Music | Linda Stark, David Neisser, Markus Kretschmer                     |

## Musical
Ihre Ausbildung zur Musiktheaterdarstellerin absolvierte Linda Stark an der Hamburg School Of Entertainment. Nach dem Abschluss 2010 arbeitete sie in diversen Musicalproduktionen, vor allem mit der Spotlight Musicalproduktion GmbH.
2013 erarbeitete sie zusammen mit Kollegen eine Eigenproduktion des Jason-Robert-Brown-Klassikers Die letzten 5 Jahre, welches im Hamburger Sprechwerk aufgeführt wurde.
| Jahr    | Musical                         | Rolle                         | Regie               | Theater                                             | Produktion                  |
| ------- | ------------------------------- | ----------------------------- | ------------------- | --------------------------------------------------- | --------------------------- |
| 2016    | Die Schatzinsel                 | Swing / Cover Fannie (HR)     | nach Stanislav Moša | Theater Hameln                                      | Spotlight Musicalproduktion |
| 2015    | Die Schatzinsel                 | Swing / Cover Fannie (HR)     | nach Stanislav Moša | Schlosstheater Fulda                                | Spotlight Musicalproduktion |
| 2015    | Die Päpstin                     | Swing & Dancecaptain          | nach Stanislav Moša | Schlosstheater Fulda                                | Spotlight Musicalproduktion |
| 2015    | Musical Greets Pop              | Backgroundsängerin            | Sascha Krebs        | Tourproduktion                                      |                             |
| 2014    | Die 10 Gebote                   | Solistin                      | Doris Marlies       | Hauptkirche St. Michaelis Hamburg                   | Stiftung Creative Kirche    |
| 2014    | Friedrich – Mythos und Tragödie | Swing / Cover Wilhelmine (HR) | nach Holger Hauer   | Schlosstheater Fulda / Theater Hameln               | Spotlight Musicalproduktion |
| 2014    | Die Päpstin                     | Swing & Dancecaptain          | nach Stanislav Moša | Schlosstheater Fulda                                | Spotlight Musicalproduktion |
| 2014    | Die letzten 5 Jahre             | Cathy (HR)                    | Sebastian Matberg   | Hamburger Sprechwerk                                | Linda Stark                 |
| 2014    | Conni                           | diverse HR                    | Suzan Erentok       | Tourproduktion                                      | Cocomico                    |
| 2013    | Kolpings Traum                  | Swing & Dancecaptain          | Christoph Jilo      | Schlosstheater Fulda / Opernhaus Wuppertal          | Spotlight Musicalproduktion |
| 2013    | Cedric                          | Mrs. Errol (HR)               | Johannes Feldmann   | diverse                                             | Johannes Feldmann           |
| 2013    | Die Päpstin                     | Swing & Dancecaptain          | nach Stanislav Moša | Schlosstheater Fulda / Prinzregententheater München | Spotlight Musicalproduktion |
| 2012/13 | Play Me                         | Nina (HR)                     | Michael Heinicke    | Oper Chemnitz                                       | Oper Chemnitz               |
| 2012    | Die Päpstin                     | Swing                         | nach Stanislav Moša | Schlosstheater Fulda                                | Spotlight Musicalproduktion |

## Kommentatorin
Auf dem 2. Tonkanal der öffentlich-rechtlichen Sender (ARD, ZDF, NDR, MDR) ist Linda als Kommentatorin in der Audiodeskription tätig. Sie arbeitet für die in Österreich ansässige Firma Audio2.

## Sonstiges
Stark arbeitete als Choreografin für Philipp Poisel und Michael Bully Herbigs Film Buddy, wofür sie auch das Tänzercasting übernahm.
2016 war sie außerdem als Vocal Coach für Mike Singer tätig.